# Kooperatywa mieszkaniowa
Zasugerowano, aby zintegrować ten artykuł z artykułem Spółdzielnia mieszkaniowa. Nie opisano powodu propozycji integracji.
Kooperatywa mieszkaniowa – dobrowolne zrzeszenie grupy osób współdziałających ze sobą w celu nabycia działki i wybudowania na niej budynku mieszkalnego, wielorodzinnego w celu zaspokojenia swoich potrzeb mieszkaniowych. Pomysł zrodził się w Danii (cohousing), gdzie obecnie ok. 5% wszystkich nieruchomości jest budowanych tą metodą. 

## Zasady działania kooperatyw
Kooperatywę tworzy się do realizacji inwestycji na ściśle określonej działce budowlanej, zgodnie z zaakceptowaną koncepcją architektoniczną i szacunkowym kosztorysem inwestycji. Kooperatywa jest podmiotem podobnym do spółdzielni. W spółdzielni liczba członków może być zmienna, nie może jednak spaść poniżej ustawowych 10 osób fizycznych albo trzech osób prawnych. W kooperatywie budowlanej liczba wspólników jest stała. Kooperatywę mogą utworzyć już dwie osoby fizyczne. Kooperatywa jest powoływana na ściśle określony czas: od dnia podpisania umowy kooperatywy do dnia uprawomocnienia postanowienia sądu wieczystoksięgowego o wyodrębnieniu własności lokali. Wspólnik Kooperatywy w czasie trwania umowy kooperatywy nie może rozporządzać udziałem w majątku wspólnym kooperatywy ani udziałem w poszczególnych składnikach tego majątku. Nie może również sprzedać na wolnym rynku swojego udziału bez zgody zgromadzenia wspólników. Prawo pierwokupu mają wspólnicy kooperatywy. Spółdzielca może w każdej chwili wystąpić ze spółdzielni. Właściciele mieszkań wybudowanych przez kooperatywę nie mogą ich sprzedać na wolnym rynku. Pod pojęciem inwestycji rozumie się ogół czynności związanych z: zakupem gruntu, pracami projektowymi, robotami budowlanymi, uzyskaniem niezbędnych decyzji administracyjnych oraz sprawowaniem nadzoru nad prowadzonymi pracami, których efektem jest przekazany do użytkowania budynek mieszkalny.

## Typy kooperatyw
Można wyróżnić dwa podstawowe typy kooperatyw: kooperatywę społeczną i kooperatywę profesjonalną. Podstawowe różnice polegają na aspektach społecznych i sposobie prowadzenia inwestycji. Kooperatywy społeczne to oddolny ruch osób fizycznych, gdzie sami zainteresowani podejmują się wszystkich prac związanych z organizowaniem i prowadzeniem działalności kooperatywy. Czasami nawet własnoręcznie budują domy. Do kooperatyw społecznych zaliczamy cohousing, zwany również inicjatywami selfmade. Kooperatywa profesjonalna zrzesza osoby, które powierzają prowadzenie kooperatywy firmie zewnętrznej.

## Historia kooperatyw mieszkaniowych
Historycznie, pierwsze budynki kooperatyw zrealizowano w Polsce przedwojennej.
W Krakowie, na Placu Sikorskiego 2,3,5 powstał ciąg niemal jednakowych budynków zajmujących północną pierzeję placu. Projekt Zespołu Kooperatywy Mieszkaniowej powstał w 1922 roku a został zrealizowany przez Spójnię Budowlaną w latach 1924–1931.
W Warszawie, przy ulicy Nowy Zjazd 5, w latach 1924-1925 powstał „Dom Profesorów” wybudowany przez Kooperatywę Budowlaną „Siedziba”.
Obecnie w kilku miastach Polski trwają prace kooperatyw społecznych.